# Cornell Glen
Pour les articles homonymes, voir Glen (homonymie).
Cornelius Glen, né le 21 octobre 1980 à Diego Martin, est un footballeur trinidadien. Il joue au poste d'attaquant avec le Shillong Lajong FC et l'équipe de Trinité et Tobago.

## Carrière

### En équipe nationale
Il a eu sa première cape le 15 novembre 2002 à l'occasion d'un match contre Saint-Christophe-et-Niévès.
Glen participe à la coupe du monde 2006 avec l'équipe de Trinité et Tobago.

## Palmarès
- 66 sélections avec l'équipe nationale (23 buts)
- Champion de Trinité-et-Tobago en 2002 et 2003